# Kim Kyeong Uk
Kim Kyung-uk es un escritor coreano.

## Biografía
Kim Kyung-uk nació en Gwangju, provincia de Jeolla del Sur, Corea del Sur en 1971 y es actualmente profesor de Escritura creativa en la Universidad Nacional de Artes de Corea. Se graduó de inglés y literatura inglesa y realizó un máster en Lengua y literatura coreana por la Universidad Nacional de Seúl. Su carrera como novelista empezó cuando ganó en 1993 el Premio de Escritor Novel de la publicación El mundo del escritor por la novela corta Outsider.

## Obra
Su obra de debut Outsider, que se publicó en 1993 cuando aún era estudiante de universidad, trata de un narrador en primera persona que se pasa varias estaciones del metro de Seúl trayendo a la memoria a un estudiante de bachillerato al que enseñó. Mientras describe las expresiones de las multitudes anónimas del mundo urbano subterráneo, el narrador no para de rumiar sobre escenas de películas y bares de música pop. Su primera novela Acropólis, describe la vida en el campus universitario a principio de los noventa, cuando desapareció el interés por las ideologías. La generación de los noventa y la cultura dominante de esta década han sido temas recurrentes en su obra.
No solo tiene un gran interés por la música, sino que respondiendo a la era visual, publicó muchas obras que exploran su interés en el cine y la imaginación cinematográfica. De hecho, su primera recopilación de relatos cortos No hay café en el Café Bagdad toma el título de la película de Percy Adlon Bagdad Café. El relato que lleva este título es sobre un director de cine que conoce a una mujer mientras busca posibles lugares para grabar. La novela Morrisson Hotel toma su título del álbum de los sesenta del grupo de rock The Doors, y las recopilaciones de relatos cortos ¿Quién mató a Kurt Cobain? y ¿Leslie Cheung está muerto? toman el nombre del cantante líder de Nirvana, y de un actor de cine, respectivamente.
Más recientemente, el mundo de su ficción se ha alejado de la esfera de cultura contemporánea. Ha publicado La manzana dorada, una novela basada en El nombre de la rosa de Umberco Eco y El reino de los mil años sobre el holandés Weltevree, que encalló en las costas de Joseon en 1627.

## Obras en coreano
'Recopilaciones de historias cortas
- No hay café en el Bagdad Café (Bageudadeu kape-eneun keopi-ga eoptda 1996)
- Yendo a ver a Betty (Beti-reul mannareo gada 1999)
- ¿Quién mató a Kurt Cobain? (Nuga keoteu kobein-eul jukyeoss-neunga 2003)
- ¿Está muerto Leslie Cheung?' (Janggukyeong-i jukeossdago? 2005)
- Lecturas peligrosas (Wiheomhan dokseo 2008)
- Dios no tiene nietos (Sin-egeneun sonja-ga eoptda 2011)

Novelas
- Acrópolis (Akeuropolliseu 1995)
- Hotel Morrison (Moriseun hotel 1997)
- La manzana dorada (Hwanggeum sagwa 2002)
- El reino de los mil años (Cheonnyeon-ui wangguk 2007)
- Como un cuento de hadas (Donghwacheoreom 2010)
- ¿Qué es el béisbol? (Yaguran mueot-inga 2013)
- La hora entre el perro y el lobo (Gae wa neukdae ui sigan 2016)

## Obras traducidas al español
- La hora entre el perro y el lobo México. Bonobos editores, 2019 (Trad. de Álvaro Trigo)

## Premios
- Premio al Mejor Escritor Novel (1993)
- Premio Literario Hankook Ilbo (2004)
- Premio Hyundae Munhak (2008)
- Premio Literario Dong-in (2009)